# New Bedford Whalers
New Bedford Whalers foram três clubes americanos de futebol com sede em New Bedford, Massachusetts . Os primeiros Whalers jogaram na Southern New England Soccer League entre 1914 e 1918. O segundo Whalers jogou na American Soccer League entre 1924 e 1931 antes de se fundir no Fall River FC . Os terceiros Whalers foram então formados quando Fall River se fundiu com o New York Yankees . Eles jogaram na ASL entre 1931 e 1932.

## História

### New Bedford Whalers I
Fundado em setembro de 1913, o primeiro Whalers jogou originalmente como New Bedford FC e jogou na Southern New England Soccer League entre 1914 e 1918. Imediatamente após sua fundação, eles participaram da National Challenge Cup de 1913–14 . Eles foram para as semifinais, caindo para o eventual campeão, Brooklyn Field Club . Eles jogaram pela primeira vez usando o nome Whalers em 1915. Esta equipe terminou como campeã da liga em 1915 e 1917. Outras equipes da liga incluíram Fall River Rovers . Dos cinco homens que fundaram o clube, John Fernley mais tarde se tornaria o presidente da USFA e está no Hall da Fama do Futebol Nacional . New Bedford tinha três uniformes, sendo pioneiro no uso de um terceiro uniforme.

### New Bedford Whalers II
Em 1924, um segundo New Bedford Whalers, formado por ex-membros do Fall River Rovers, juntou-se à American Soccer League . Em 1926 e 1928, eles terminaram em segundo lugar na liga e rapidamente desenvolveram uma rivalidade com os Fall River F.C.  . Em 1926, o segundo Whalers ganhou seu único troféu importante ao derrotar o New York Giants por 5–4 em uma série de dois jogos para vencer a Lewis Cup. 1926 também viu os Whalers jogarem na temporada única da International Soccer League de 1926, que contou com times dos Estados Unidos e Canadá . Em 1929, a ASL e a US Football Association envolveram-se numa luta pelo poder, às vezes referida como a Guerras do Futebol . Isso resultou no surgimento de uma liga rival chamada de Eastern Soccer League, organizada pela USFA. Os Whalers começaram o ano na ASL, mas posteriormente ingressaram na ESL. No entanto, após apenas 8 jogos, eles retornaram à ASL. Em seu retorno, eles terminaram como vice-campeões da ASL nas temporadas da primavera de 1930 e outono de 1930 . No entanto, a Grande Depressão afetou severamente o suporte das equipes e eles não conseguiram completar a temporada de primavera de 1931 . Em 19 de abril de 1931, eles se fundiram com o Fall River FC .

### New Bedford Whalers III
Os terceiros Whalers foram na verdade um sucessor do Fall River F.C. . Como os segundos Whalers, os 'Marksmen' também sofreram por causa da Grande Depressão e, na temporada da primavera de 1931, seu proprietário, Sam Mark, os mudou para Nova York, onde se fundiram com o New York Soccer Club, anteriormente conhecido como New York Giants, e tornou-se o New York Yankees . No entanto, a mudança para Nova York não foi um sucesso financeiro e para a temporada de outono de 1931, Mark mudou sua equipe novamente. Desta vez, eles se fundiram com Fall River FC e reviveram o nome New Bedford Whalers. Os terceiros Whalers foram os campeões da American Soccer League nas temporadas de outono de 1931 e primavera de 1932 e venceram a National Challenge Cup de 1932, mas desistiram durante a temporada de outono de 1932 

## Títulos
Campeão Invicto
| NACIONAIS      | NACIONAIS              | NACIONAIS | NACIONAIS  |
|                | Competição             | Títulos   | Temporadas |
| -------------- | ---------------------- | --------- | ---------- |
| Estados Unidos | National Challenge Cup | 1         | 1932       |
| Estados Unidos | American Soccer League | 1         | 1932       |